# Alfred Riom
Alfred Riom, né le 10 octobre 1842 à Nantes et mort le 28 juillet 1908 au château de la Patissière (Saint-Herblain), est un industriel et un homme politique français, maire de Nantes de 1892 à 1896.

## Biographie

### Origines familiales et débuts professionnels
Alfred Joseph Riom est le descendant d'une famille de paysans et des ferblantiers originaire du Cantal.
Ses arrière-grands-parents paternels Jacques Riom (1748-1796) et Anne Meiniel se sont mariés dans la paroisse de Bredons (Cantal). Ils eurent de nombreux enfants : 9 garçons et 5 filles. Si l'ainé naît en Auvergne en 1775, le second, Louis, voit le jour à Nantes en 1777. Ce sont les premières traces des Riom dans la ville. Le grand-père d'Alfred, Jacques-Jean, y est né en 1779.
Pour une raison inconnue, Jacques-Jean devenu adulte quitte sa ville natale pour s'installer en Espagne à Madrid. Il y épouse en août 1807, Marie-Louise Sermet, issue d'une famille française originaire de Paris (dont le père était compagnon orfèvre), ayant quitté la capitale en 1798 pour Madrid. Ils auront huit enfants dont les trois ainés naquirent dans la capitale espagnole. C'est ainsi que leur troisième enfant, Joseph Benoît Santiago, le père d'Alfred, naitra à Madrid le 13 janvier 1813.
Aussi après la naissance de Joseph Santiago, la famille Riom revient à Nantes. Ce dernier y apprend le métier de ferblantier aux côtés de son père. Il a 22 ans, lorsqu'il épouse le 9 novembre 1835, Clémentine Pacaud, la fille d'un boulanger de la rue des Chapeliers (aujourd'hui rue de la Juiverie). Le couple aura 10 enfants.
Joseph Benoit Santiago s'associe en 1839 avec son père pour créer la société « Riom père et fils » qui fabrique des boîtes en fer blanc pour les conserveurs nantais.
Alfred, né en 1842, est le troisième enfant du couple. Il reçoit une éducation à l'école communale, puis fréquente l'école professionnelle Livet, alors situé rue de la Verrerie à Nantes. 
Dès 1861, Alfred Riom travaille comme représentant des Forges d'Hennebont (Morbihan), alors principal fournisseur des fabricants nantais de boîtes de conserve.
Le 24 octobre 1864 à Liverpool, il épouse Euthalie Méloée Eléonore Sallé, née le 15 septembre 1837 à Couhé dans la Vienne et morte à Nantes le 27 octobre 1927, nièce du futur maire de Nantes Édouard Normand, dont il a six enfants (deux fils et quatre filles), :
- Jeanne Clémence, née le 28 août 1865 à Paris, qui épousa le 7 septembre 1886 à Nantes Édouard Maximilien Rodolphe Port (né le 1er mars 1853 à Dôle), ingénieur civil. Ils auront un fils, Serge Henri Auguste (né le 5 janvier 1888 à Moscou), mort pour la France en 1914 ;
- Alfred Joseph, né le 28 mars 1867 à Nantes et mort le 2 août 1945 à Nantes. Il épousa Lucie Pageot à Nantes, le 9 décembre 1890. Ils auront quatre enfants (deux fils et deux filles) ;
- Émile Édouard Santiago, né le 28 novembre 1870 à Nantes, qui épouse Marie Bonnefou. Ils auront quatre enfants (trois fils et une fille) ;
- Alice Marie, née le 25 juillet 1872 à Saint-Herblain et morte à Paris le 12 juin 1960, qui épousa Edmond Lassus. Ils auront une fille ;
- Isabelle, née le 23 avril 1874 à Nantes et morte le 10 mars 1950 à Nantes, qui épousa le 18 juin 1901 à Nantes, Léon Chambon (né le 19 avril 1866 à Nantes - mort le 5 mai 1933 à Nantes), il succéda à son beau-père. Pas de descendance connue ;
- Madeleine Marie Jules, née le 23 octobre 1883 à Nantes et morte le 26 août 1962 à Nantes, qui épousa le 30 novembre 1903 à Nantes, Georges Félix Maurice Thomé (né le 30 mars 1876 à Nantes - mort le 5 décembre 1955 à Nantes). Ils auront deux enfants (un fils et une fille).

Il est de la même famille que Eugène Riom, l'époux de la femme de lettres Adine Riom.

### L'industriel

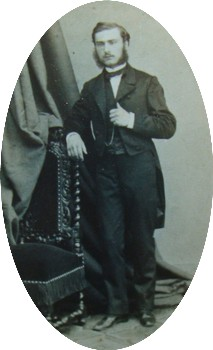
Alfred Riom.

En 1868, il fonde sa propre usine d’impression sur métaux.
En 1889, il s’intéresse à un projet concernant la société des Forges de Basse-Indre, dont il est actionnaire ; il s'agit de créer une usine de fer blanc à Nantes, mais il ne trouve pas les capitaux nécessaires (ce projet, repris par Jules-Joseph Carnaud, aboutira en 1903 avec la société JJ Carnaud et Forges de Basse-Indre). En 1890, il commence la fabrication de coffrets et panneaux publicitaires. Vers 1900, il s'occupe de plusieurs activités : 
- armement[6] (il possède en effet au moins trois navires qui portent le nom de membres de sa famille) ;
- métaux (fer-blanc, tôles, fers noirs, étains, plombs, cuivres, zincs, fontes) ;
- impression sur métaux ;
- tableaux-réclame.

Il est fait chevalier de la Légion d’honneur le 31 décembre 1892 ; la décoration lui est remise par Eugène Livet. Son dossier indique que : « M. Riom a fait faire à l’industrie métallurgique de toute la région les plus grands progrès ; il a créé de nouveaux débouchés à cet égard en Espagne, au Portugal, en Angleterre, en Autriche, il a des succursales importantes dans plusieurs pays d’Europe et il a même étendu à l’Amérique le champ de son activité industrielle. »
La direction de l'entreprise sera reprise par Léon Chambon (1866-1933), le mari de sa fille Isabelle.
À ses responsabilités de chef d'entreprise, il ajoute des fonctions les organismes patronaux : il est membre de la Chambre de commerce de Nantes où il est élu quinze années de suite ; en 1877, il devient juge suppléant au tribunal de commerce, puis sera juge titulaire, premier juge, enfin, président en 1887-1888. 
Il est aussi vice-président de l’Association polytechnique nantaise, qui donne une formation professionnelle à des adultes des deux sexes.

### L'homme politique

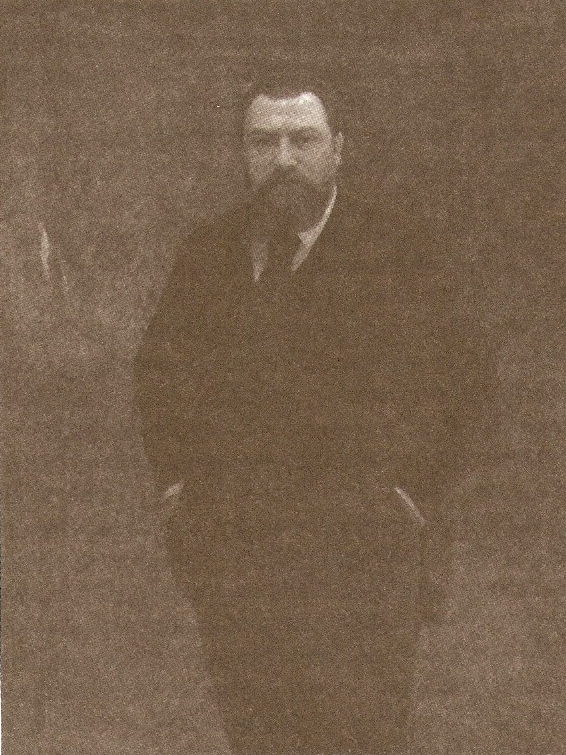
Portrait par François Brillaud (1896)

Membre du Parti républicain à la fin du Second Empire, Alfred Riom entre au conseil municipal de Nantes. En 1881, il devient adjoint de Mathurin Brissonneau. Battu aux élections municipales de 1884 et 1888, il se présente aux cantonales de 1889 et est élu conseiller général contre le socialiste Charles Brunellière. 
En 1892, il remporte les élections municipales des 1er et 8 mai et est élu maire le 15 mai par 28 voix contre 1 à Gustave Roch et 7 bulletins blancs. 
Mais il échoue de nouveau en 1896 (élections des 3 et 10 mai). 
Il est candidat aux élections sénatoriales en 1900, mais est encore battu.

#### Le maire de Nantes
Parmi ses adjoints, on peut noter les noms de Gustave Roch, d'Albert Malherbe (père de Suzanne Malherbe) et d'Hippolyte-Étienne Etiennez.
Alfred Riom est maire de Nantes pendant une période difficile sur le plan économique, marquée par un important mouvement de grèves en 1893.
La production de sucre qui s’était élevée à 45 000 tonnes en 1891 tombe à 33 000 tonnes en 1893. Le tonnage des navires mis à l’eau par les chantiers de construction a chuté de 8 662 à 5 754 tonneaux pendant la même période. La crise et le chômage qui accompagne cette période atteint son point critique en 1893. Fin avril presque toutes les usines sont touchées par les grèves. Un comité général de grève s’installe à la mairie : il y a 7 718 grévistes, soit 59 % des ouvriers. Le travail reprend les 3 et 4 mai. À aucun moment, durant le conflit, les autorités n’ont eu recours à la répression. 
En même temps, il doit faire face  à une grave épidémie de choléra qui cause la mort de 592 personnes, ce qui conduit le conseil municipal à créer une régie municipale des eaux, un bureau municipal d’hygiène, ainsi que des services de santé publique, d’assistance, de prévoyance et de mutualité. 
Par ailleurs, la municipalité Riom a favorisé la création de la bourse du travail et lancé plusieurs grands projets d’urbanisme.

## Hommage
Son nom a été attribué à une rue de Nantes quatorze ans après sa mort, en 1922.
Une petite rue résidentielle porte également son nom à Sainte-Marie-sur-Mer (Loire-Atlantique).

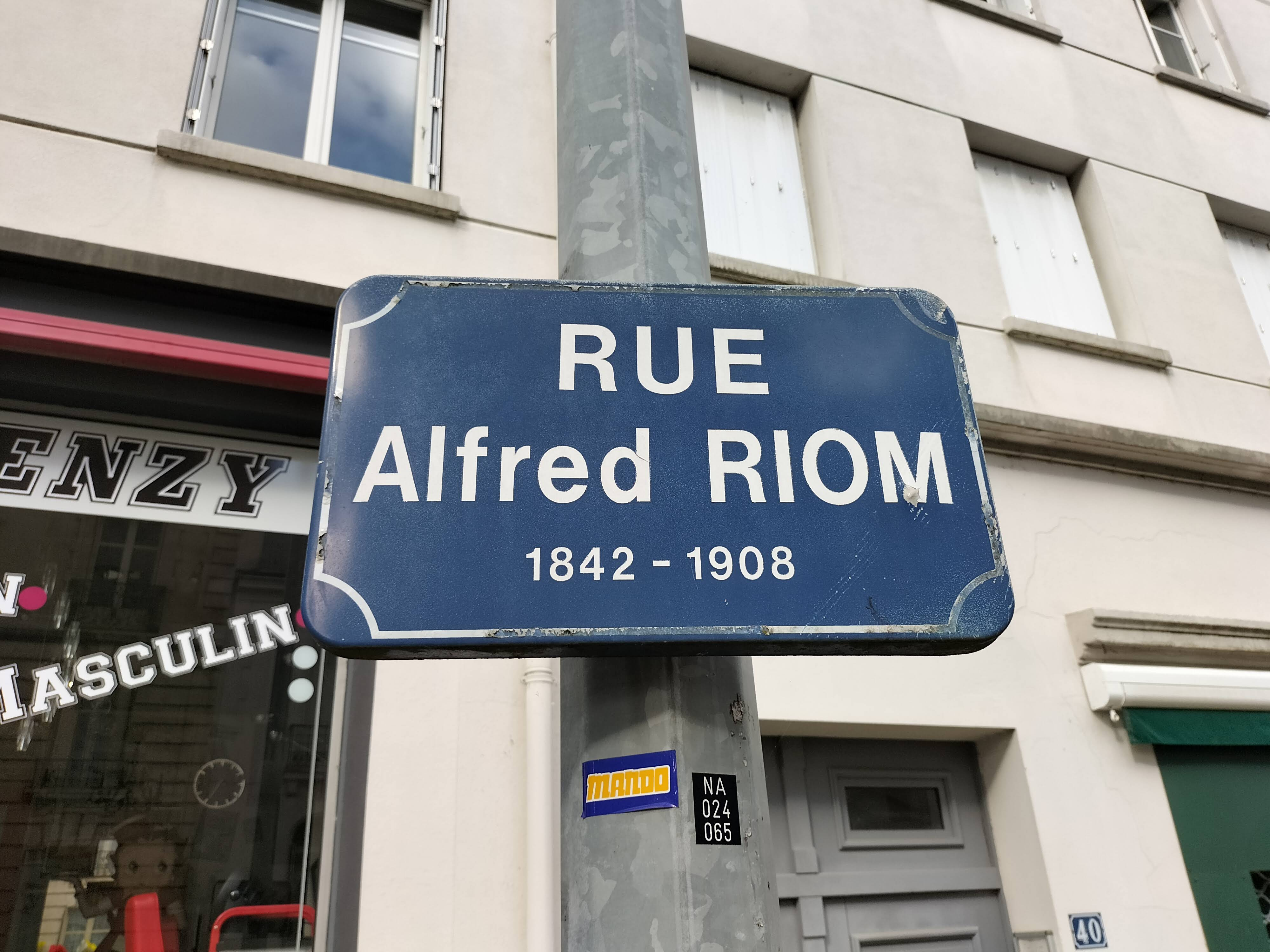
Plaque de rue Alfred Riom à Nantes.
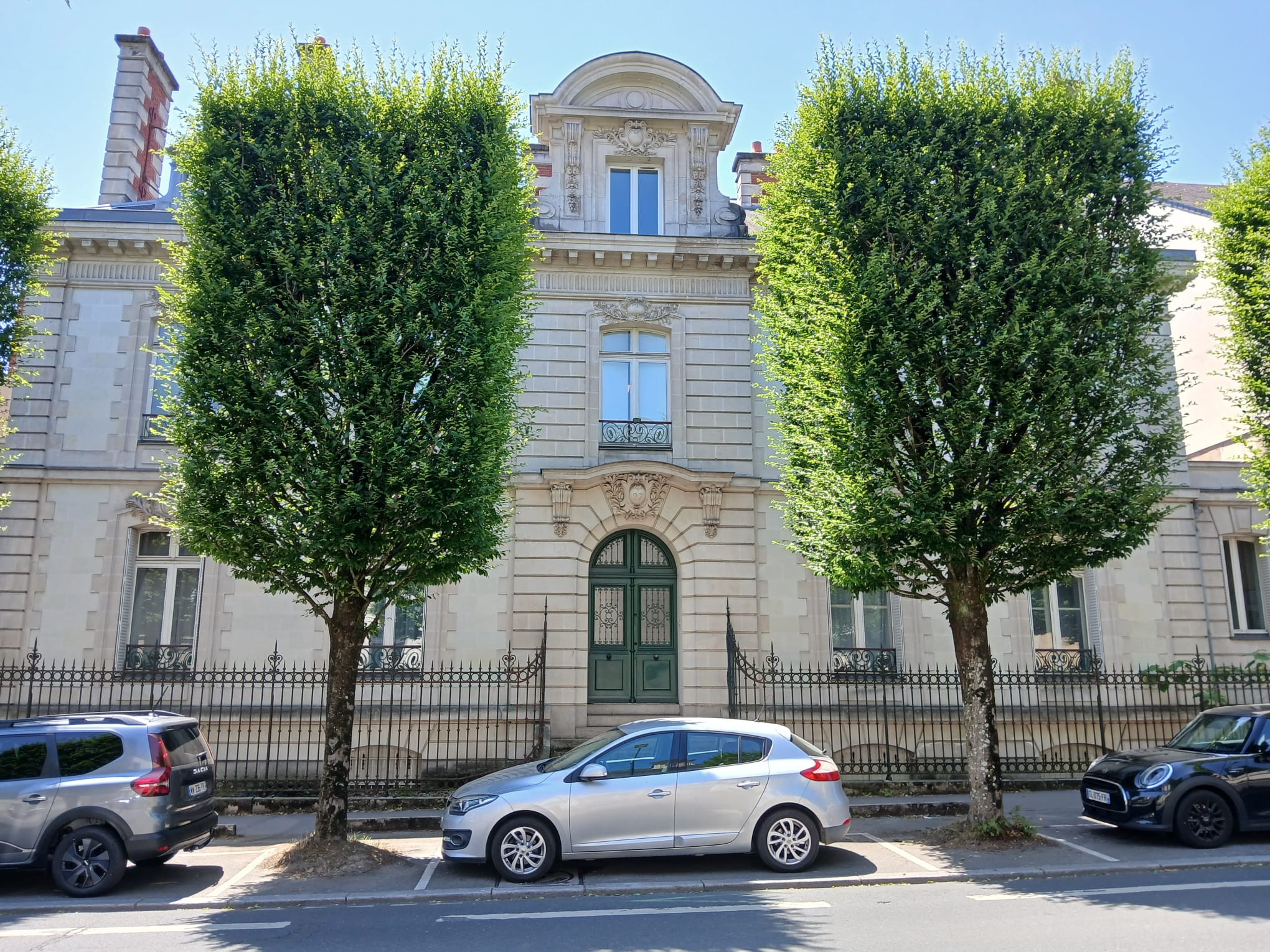
Hôtel particulier ayant appartenu à Alfred Riom situé au 27 boulevard de Launay, à Nantes.